# Autour à ventre gris
Accipiter poliogaster
Espèce
Statut de conservation UICN

 NT  : Quasi menacé
Statut CITES
L'Autour à ventre gris (Accipiter poliogaster) est une espèce d'oiseaux de la famille des Accipitridae.

## Répartition
Cette espèce vit en Argentine, en Bolivie, au Brésil, en Colombie, en Équateur, en Guyane française, au Guyana, au Paraguay, au Pérou, au Suriname et au Venezuela.